# Alejo Helvecio Lanier Langlais
Alejo Helvecio Lanier y Lanier y Langlais fue un ingeniero y agrimensor público de reconocido prestigio, también fue un militar que alcanzó el grado de capitán de caballería. De origen francés avecindado en Cuba a principios del siglo diecinueve. Según Ramón de la Sagra, también era botánico coleccionista.
Hijo de Alejo Miguel y de Juana. Hermano de Félix. Casó con Agustina Dumahaut y Lucy, nacida en Filadelfia en 1811, con quien tuvo un hijo llamado Andrés Emilio.
De Lanier apunta Francisco Calcagno en su Diccionario biográfico (1878) que, en 1826, coadyuvó a la gran carta geográfica de Francisco D. Vives. Añade que en 1831 residió en la Isla de Pinos y escribió un minucioso trabajo que se publicó en las Memorias de la Sociedad Patriótica: su famosa Memoria sobre Isla de Pinos de la cual es aún más valioso el plano que trazó sobre la Isla.
A él también se debe el plano cuidadosamente trazado de la ciudad de Nueva Gerona, población que nació con un plano preconcebido que le dio orden según los conceptos modernos, las calles estaban tiradas a cordel, es decir rectas, y con un ancho de 22 varas las que corrían de norte a sur, como la calle Real, y las transversales con un ancho de 18 varas, como la de la Iglesia. (Una vara igual a 96 cm.)
Lanier agrupó un importante archivo documental sobre Cuba, y Cienfuegos especialmente, el cual se dice contenía documentos muy importantes y valiosos hoy desaparecido. 